# Militarisme (Uruguai)
Militarisme, és nom amb que se'l coneix al període històric comprès entre 1860 i 1886 durant el qual l'Uruguai va estar governat per militars que van basar el seu predomini no en els partits polítics sinó en l'Exèrcit. Va abastar els governs presidits per Pedro Varela (gener de 1875 - març de 1876), Lorenzo Latorre (març de 1876 - març de 1880), Francisco Antonino Vidal (març de 1880 - març de 1882), Máximo Santos (març de 1882 - març de 1886), Francisco Antonino Vidal (març de 1886 - maig de 1886), Máximo Santos (maig de 1886 - novembre de 1886) i Máximo Tajes (novembre de 1886 - març de 1890).

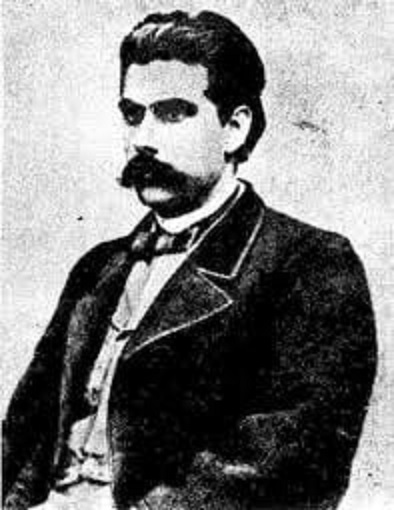
Pedro Varela va ser el primer governador del militarisme
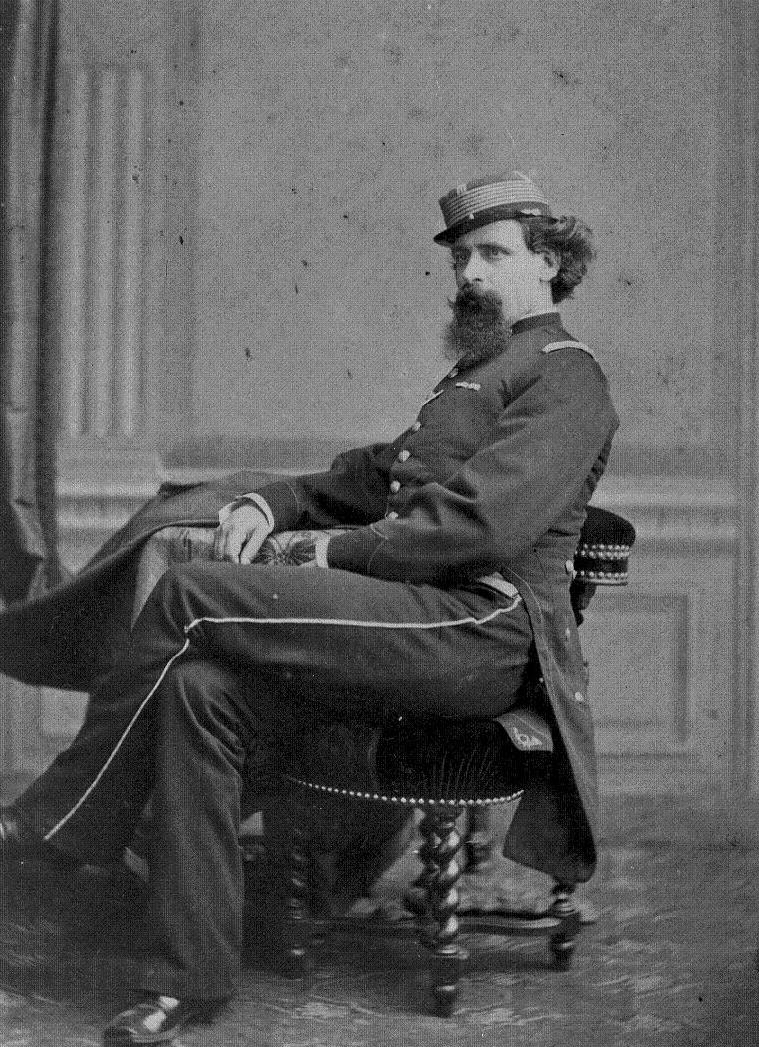
Lorenzo Latorre va ser un dels més destacats dirigents polítics del militarisme uruguaià
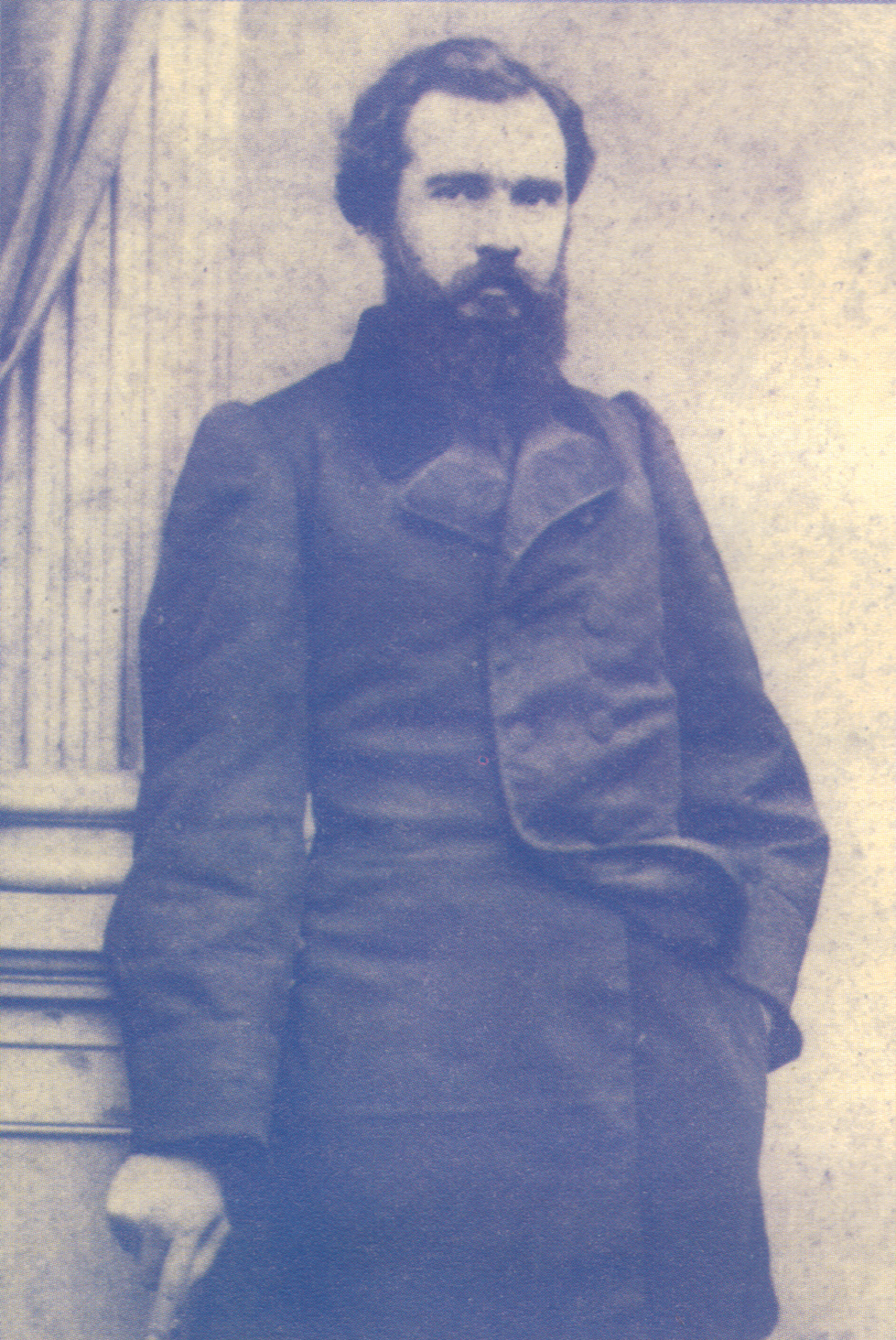
Francisco Antonio Vidal
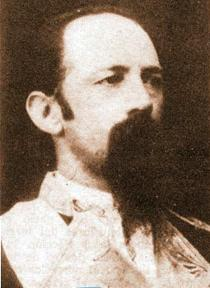
Máximo Santos va ser ferit d'un tret a la cara pel tinent Gregorio Ortiz, el que va motivar la seva renúncia
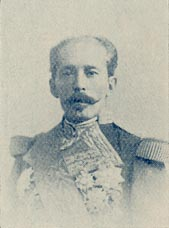
Máximo Tajes va ser l'últim president del militarisme, i va canalitzar a l'Uruguai en la seva transició cap al civilisme

## Característiques
Encara que alguns d'aquests governs van tenir pretensions d'institucionalitat, van ser autoritaris i prescindentes de les garanties legals dels ciutadans (amb la relativa excepció del de Máximo Tajes, en realitat un govern de transició cap al civilisme). Assenyalen, d'una banda, l'evolució d'un Exèrcit professionalitzat i amb consciència de tal, a partir de l'experiència de la Guerra de la Triple Aliança contra el Paraguai i, d'altra banda, la necessitat d'emprendre reformes estructurals profundes al país.
Hi va haver un notori decaïment de les llibertats públiques i nombrosos ciutadans van ser expatriats (a la Barca Puig a 1875, per exemple), assassinats o desapareguts. Malgrat això, els governs militars van tractar de mantenir sempre una cobertura legal, i la complexa maniobra de Máximo Santos per ser reelegit el 1886 és una demostració d'aquesta mentalitat. 

## Actitud enfront de l'Església
Excepcional en la història de les dictadures llatinoamericanes va ser l'actitud del militarisme uruguaià enfront de l'Església catòlica, ja que en el període es va continuar el procés de laïcització de la societat i es va aprovar una reforma de l'ensenyament clarament anticonfessional. Malgrat això, no van ser radicalment anticlericals i en el període es va crear l'Bisbat de Montevideo.
Els governs militars van trencar transitòriament la dicotomia entre blancs (Partit Nacional) i colorados (Partit Colorado), no només perquè el seu font de subsistència va estar a l'Exèrcit, sinó perquè van ser combatuts per blancs i colorados «principistes» o liberals, i recolzats per blancs i colorados partidaris dels canvis que van implantar.
Encara que tots els governants del període pertanyien al Partit Colorado, no exercien el poder amb sentit partidari, i el màxim cabdill de llavors, Timoteo Aparicio, els va donar suport sense vacil·lacions un cop que va tenir la certesa que es respectarien les condicions de la Pau d'abril de 1872, que va posar fi a la Revolució de les Llances (1870-1872).

## Assoliments del període
Els governs militars van realitzar profundes reformes en tots els ordres, que van contribuir a canalitzar a l'Uruguai en la modernitat: ficar més filferros als camps, creació de la Policia rural, aprovació de diversos codis, reforma de l'ensenyament liderada per José Pedro Varela, estatització de Registre d'Estat Civil, suport a la industrialització amb mesures proteccionistes, fundació del Banc Nacional, etc.
Aquestes mesures van donar com a resultat que, a finals del militarisme, es visqués un període d'expansió econòmica gràcies al creixement de diversos sectors de l'economia, entre ells el financer (es van fundar 27 nous bancs a finals de la dècada del 1880), l'agropecuari (a causa de la bona demanda internacional) i la construcció, (fonamentalment per l'aportació d'Emilio Reus). Si bé això va culminar abruptament en la gran crisi financera de 1890 (el crac borsari de Londres) per a aquesta època el militarisme ja havia finalitzat. A més es va procurar reforçar el sentiment nacionalista, es va definir a José Gervasio Artigas com l'heroi nacional i es van retornar els trofeus obtinguts durant la guerra al Paraguai.
| «                                                           | Abans del seu govern, un home amb 20 pesos no podia creuar el Mansavillagra, perquè el mataven els bandits. No hi havia pas segur a tot el país. Gent sola no s'animava a passar. Va venir Latorre i al poc temps qualsevol podia transitar amb el cinyell ple d'or. Teníem ja, si més no, una garantia de vida, el que no era poc. | » |
| — Carta de l'estancier Artagaveytía a Juan José de Arteaga. | |   |

## Intents de tornar a la legalitat

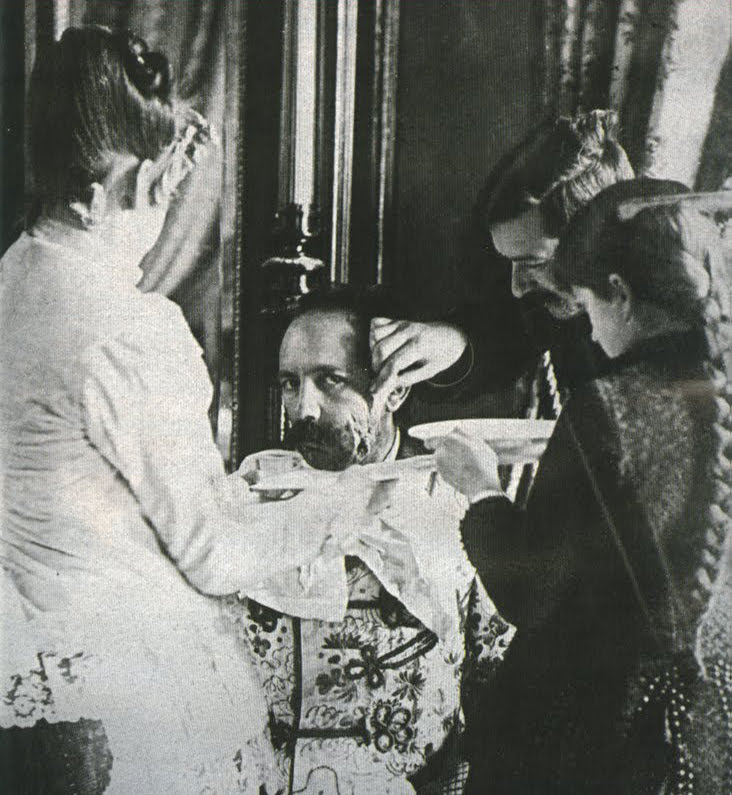
Máximo Santos rebent assitència mèdica després de l'atemptat que va patir del 1886

En aquests anys, atípicament la vida intel·lectual es va desenvolupar amb escasses traves. No obstant això, això no va aconseguir que els intel·lectuals i els polítics s'oblidessin que estaven vivint un període dictatorial, i van procurar tornar a la legalitat des de l'inici mateix del període, ja sigui amb atemptats o rebel·lions.
Durant el període, els partits polítics es van reorganitzar i van enfortir per aconseguir aquesta finalitat que regiria posteriorment. Hi va haver dos grans intents revolucionaris d'posar fi a el militarisme: la Revolució Tricolor (març - desembre del 1875) i la Revolució del Quebracho (març de 1886). No obstant això, totes dues van fracassar.
D'altres, com l'atemptat contra Máximo Santos (1886), amb prou feines van passar el nivell de la conspiració. Hi havia una forta guàrdia militar, pel que el tinent Gregorio Ortiz tenia escasses possibilitats de sortir amb vida. Quan Santos va sortir, li va disparar a la cara, a boca de canó, amb un revòlver Bulldog de 12 mil·límetres. La bala li va entrar per una galta i li va sortir per l'altra, provocant ferides greus però no mortals. Gregorio Ortiz va fugir corrent immediatament, seguit de prop per diversos militars. Va disparar contra un dels seus perseguidors mentre corria pel carrer Piedras cap a Trenta-tres (Ciutat Vella), cantonada a la qual se suposava que un carruatge o un cavall que l'esperava per escapar; però no hi havia ningú en espera (altres versions suggereixen que sí es trobava algú amb un cavall, però Ortiz, en la tensió de moment, no ho va veure). Considerant-se perdut, el mateix, es va apuntar a la templa dreta i es va suïcidar. Els efectes de l'atemptat van ser de gran importància: Santos va sobreviure però va quedar disminuït i desmoralitzat. Va trucar a un «gabinet de conciliació», pas previ a la seva renúncia, i el clima polític uruguaià va canviar de manera preferencial del Govern de Brasília.

## Transició alCivilisme
Els quatre anys de govern de Máximo Tajes, van ser de transició, i es van centrar en l'acció de Julio Herrera y Obes, ministre de Govern, que va conduir el procés per al retorn del poder als civils. Aquest argument és discutible, ja que Herrera i Obes va procurar la tornada al poder de civils afins al Partit Colorado, el que va derivar en la Revolució de 1897.
La ruptura definitiva entre Tajes i Santos va culminar quan el primer va signar el decret d'estranyament, pel qual a Santos se li va prohibir accedir al país, el gener de 1887. La disposició havia estat prèviament aprovada per la Cambra de Diputats per 16 vots contra 15, el que evidencia la força política que encara posseïa l'exmandatari. La mesura era anticonstitucional, ja que Santos encara era senador, però se li va aplicar rigorosament. Tajes també va disposar, per influència d'Herrera y Obes, el desterrament de Latorre, qui a l'agost del mateix any havia tornat al país; però pocs dies després va autoritzar el seu retorn per 24 hores en qüestió de la mort de la seva dona, Valentina González.
Durant la presidència de Tajes, els partits polítics es van reorganitzar i van consolidar. El 27 de març de 1887 es va realitzar l'assemblea cívica fundadora del Partit Nacional; el 19 d'abril el Partit Colorado en ple, superades les lluites internes, va organitzar una desfilada a Montevideo commemorant l'aniversari de l'inici en 1863 de la revolució de Venancio Flores; el 25 de març el Partit Constitucional es va rellançar i va reorganitzar, i el 28 del mateix mes es va efectuar una assemblea de personalitats catòliques (Joaquín Requena, Juan Zorrilla de San Martín, Francisco Bauzá, etc...)
| «                                            | L'hi agraïm; ingovernable si, pel ganivet, per al morrió, per la lleva, per a la caserna, per la dictadura. Salvi al país que cansa als seus tirans! | » |
| — Carlos Roxlo, polític del Partit Nacional. | |   |

## Judici històric
El militarisme ha estat jutjat contradictòriament segons la posició ideològica i política dels historiadors. Els liberals, molt en particular els colorados, han posat èmfasi en la prepotència avassalladora dels drets individuals, en les nombroses morts i desaparicions i en la corrupció d'alguns jerarques (sobre tot Santos) per considerar el període com una època negra de la història uruguaiana. Els historiadors nacionalistes, en canvi, i alguns destacats investigadors de l'esquerra política, han subratllat les grans realitzacions en tots els camps per sostenir que l'Uruguai modern no pot entendre sense aquests quinze anys durant els quals es va accentuar el procés cap a la mort de país pastoral i del tipus de vida gautxesc, i es van establir les bases de l'accelerat procés de les dècades següents.